# Europa (Schiff, 1952)
Die Europa war ein 1952 in Dienst gestelltes Passagierschiff der italienischen Reederei Lloyd Triestino, das bis September 1976 im Liniendienst nach Südamerika und ab 1967 auch nach Kenia im Einsatz stand. Anschließend wurde es für kurze Zeit als Pilgerschiff unter dem Namen Blue Sea genutzt, ehe es am 14. November 1976 nach einem zweitägigen Brand im Hafen von Dschidda sank.

## Geschichte
Die Europa entstand unter der Baunummer 319 in der Werft von Ansaldo in La Spezia und lief am 21. Oktober 1951 vom Stapel. Nach der Ablieferung an den Lloyd Triestino im Oktober 1952 nahm das Schiff im selben Monat den Liniendienst von Genua nach Kapstadt auf.
1960 wurde die Europa, zuvor ein Dreiklassenschiff, für den Betrieb mit nur zwei Klassen (Erste Klasse und Touristenklasse) umgebaut. Anders als bei kleineren Passagierschiffen üblich verfügten die Passagiere der Touristenklasse auf der Europa über einen eigenen Pool. Ab 1967 lief das nun im Heimathafen Triest stationierte Schiff neben Kapstadt auch Mombasa an.
1976 wurde der Linienverkehr nach Afrika für Lloyd Triestino zu unrentabel, was zur Ausmusterung der dort eingesetzten Passagierschiffe führte. Die Europa beendete ihre letzte Überfahrt im September 1976 und ging anschließend als Blue Sea in den Besitz des Saudi-Arabischen Reeders Ahmed Mohamed Baadboud über, der sie als Pilgerschiff sowie als Wohnschiff für bis zu 446 Passagiere nutzte.
Die Dienstzeit der Blue Sea dauerte nur wenige Wochen an: Bereits am 12. November 1976 wurde das Schiff im Hafen von Dschidda durch einen Brand zerstört, alle Passagiere und Besatzungsmitglieder an Bord konnten gerettet werden. Die noch immer brennende Blue Sea wurde aus dem Hafen geschleppt und sank in der Nacht des 14. Novembers vor Dschidda.